# Can (Band)/Diskografie
Diese Diskografie ist eine Übersicht über die musikalischen Werke der deutschen avantgardistischen Band Can, die sich auf den „Can-Katalog“ stützt. Ihre erfolgreichste Veröffentlichung ist die Top-10-Single Spoon.

## Alben

### Studioalben
| Jahr | Titel Musiklabel                                   | Höchstplatzierung, Gesamtwochen/‑monate, AuszeichnungChartplatzierungen (Jahr, Titel, Musiklabel, Platzierungen, Wochen/Monate, Auszeichnungen, Anmerkungen) | Höchstplatzierung, Gesamtwochen/‑monate, AuszeichnungChartplatzierungen (Jahr, Titel, Musiklabel, Platzierungen, Wochen/Monate, Auszeichnungen, Anmerkungen) | Höchstplatzierung, Gesamtwochen/‑monate, AuszeichnungChartplatzierungen (Jahr, Titel, Musiklabel, Platzierungen, Wochen/Monate, Auszeichnungen, Anmerkungen) | Höchstplatzierung, Gesamtwochen/‑monate, AuszeichnungChartplatzierungen (Jahr, Titel, Musiklabel, Platzierungen, Wochen/Monate, Auszeichnungen, Anmerkungen) | Anmerkungen                          |
| Jahr | Titel Musiklabel                                   | DE | AT | CH | UK | Anmerkungen                          |
| ---- | -------------------------------------------------- | --- | --- | --- | --- | ------------------------------------ |
| 1969 | Monster Movie United Artists Records               | — | — | — | — | Erstveröffentlichung: August 1969    |
| 1970 | Soundtracks Liberty Records                        | — | — | — | — | Erstveröffentlichung: September 1970 |
| 1971 | Tago Mago United Artists Records                   | DE38 (1 Mt.)DE | — | — | — | Erstveröffentlichung: Februar 1971   |
| 1972 | Ege Bamyasi United Artists Records                 | — | — | — | — | Erstveröffentlichung: Juni 1972      |
| 1973 | Future Days United Artists Records                 | — | — | — | — | Erstveröffentlichung: August 1973    |
| 1974 | Soon over Babaluma United Artists Records          | — | — | — | — | Erstveröffentlichung: November 1974  |
| 1975 | Landed Harvest Records                             | — | — | — | — | Erstveröffentlichung: September 1975 |
| 1976 | Flow Motion Harvest Records                        | — | — | — | — | Erstveröffentlichung: Oktober 1976   |
| 1977 | Saw Delight Harvest Records                        | — | — | — | — | Erstveröffentlichung: März 1977      |
| 1978 | Out of Reach Harvest Records                       | — | — | — | — | Erstveröffentlichung: Juli 1978      |
| 1979 | Can (auch bekannt als Inner Space) Harvest Records | — | — | — | — | Erstveröffentlichung: Juli 1979      |
| 1989 | Rite Time Spoon Records                            | — | — | — | — | Erstveröffentlichung: 1989           |

grau schraffiert: keine Chartdaten aus diesem Jahr verfügbar

### Livealben
| Jahr | Titel Musiklabel                     | Höchstplatzierung, Gesamtwochen, AuszeichnungChartplatzierungen (Jahr, Titel, Musiklabel, Platzierungen, Wochen, Auszeichnungen, Anmerkungen) | Höchstplatzierung, Gesamtwochen, AuszeichnungChartplatzierungen (Jahr, Titel, Musiklabel, Platzierungen, Wochen, Auszeichnungen, Anmerkungen) | Höchstplatzierung, Gesamtwochen, AuszeichnungChartplatzierungen (Jahr, Titel, Musiklabel, Platzierungen, Wochen, Auszeichnungen, Anmerkungen) | Höchstplatzierung, Gesamtwochen, AuszeichnungChartplatzierungen (Jahr, Titel, Musiklabel, Platzierungen, Wochen, Auszeichnungen, Anmerkungen) | Anmerkungen                              |
| Jahr | Titel Musiklabel                     | DE | AT | CH | UK | Anmerkungen                              |
| ---- | ------------------------------------ | --- | --- | --- | --- | ---------------------------------------- |
| 1999 | Can – Live Spoon Records             | — | — | — | — | Erstveröffentlichung: 20. September 1999 |
| 2021 | Live in Stuttgart 1975 Spoon Records | DE17 (2 Wo.)DE | AT62 (1 Wo.)AT | — | UK84 (1 Wo.)UK | Erstveröffentlichung: 28. Mai 2021       |
| 2021 | Live in Brighton 1975 Spoon Records  | DE57 (1 Wo.)DE | — | — | — | Erstveröffentlichung: 3. Dezember 2021   |
| 2022 | Live in Cuxhaven 1976 Spoon Records  | DE39 (1 Wo.)DE | — | — | — | Erstveröffentlichung: 14. Oktober 2022   |
| 2024 | Live in Paris 1973 Spoon Records     | DE27 (1 Wo.)DE | — | — | — | Erstveröffentlichung: 23. Februar 2024   |

### Kompilationen

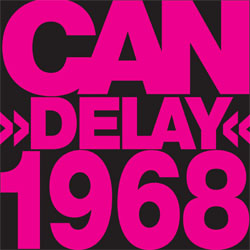
Frontcover zu Delay 1968

| Jahr | Titel Musiklabel                                                             | Höchstplatzierung, Gesamtwochen, AuszeichnungChartplatzierungen (Jahr, Titel, Musiklabel, Platzierungen, Wochen, Auszeichnungen, Anmerkungen) | Höchstplatzierung, Gesamtwochen, AuszeichnungChartplatzierungen (Jahr, Titel, Musiklabel, Platzierungen, Wochen, Auszeichnungen, Anmerkungen) | Höchstplatzierung, Gesamtwochen, AuszeichnungChartplatzierungen (Jahr, Titel, Musiklabel, Platzierungen, Wochen, Auszeichnungen, Anmerkungen) | Höchstplatzierung, Gesamtwochen, AuszeichnungChartplatzierungen (Jahr, Titel, Musiklabel, Platzierungen, Wochen, Auszeichnungen, Anmerkungen) | Anmerkungen                                                                                             |
| Jahr | Titel Musiklabel                                                             | DE | AT | CH | UK | Anmerkungen                                                                                             |
| ---- | ---------------------------------------------------------------------------- | --- | --- | --- | --- | --- |
| 1974 | Limited Edition (auch bekannt als: Unlimited Edition) United Artists Records | — | — | — | — | Erstveröffentlichung: Mai 1974 (Limited Edition) Erstveröffentlichung: Februar 1976 (Unlimited Edition) |
| 1978 | Cannibalism United Artists Records                                           | — | — | — | — | Erstveröffentlichung: 1978                                                                              |
| 1981 | Delay 1968 Spoon Records                                                     | — | — | — | — | Erstveröffentlichung: 1981                                                                              |
| 1992 | Cannibalism 2 Spoon Records                                                  | — | — | — | — | Erstveröffentlichung: 1992                                                                              |
| 1994 | Anthology – 25 Years Spoon Records                                           | — | — | — | — | Erstveröffentlichung: 1994                                                                              |
| 2012 | The Lost Tapes Spoon Records                                                 | DE65 (5 Wo.)DE | — | — | UK77 (1 Wo.)UK | Erstveröffentlichung: 13. Juli 2012                                                                     |
| 2017 | The Singles Spoon Records                                                    | DE39 (1 Wo.)DE | — | — | UK83 (1 Wo.)UK | Erstveröffentlichung: 16. Juni 2017                                                                     |

grau schraffiert: keine Chartdaten aus diesem Jahr verfügbar

### Remixalben
| Jahr | Titel Musiklabel        | Höchstplatzierung, Gesamtwochen, AuszeichnungChartplatzierungen (Jahr, Titel, Musiklabel, Platzierungen, Wochen, Auszeichnungen, Anmerkungen) | Höchstplatzierung, Gesamtwochen, AuszeichnungChartplatzierungen (Jahr, Titel, Musiklabel, Platzierungen, Wochen, Auszeichnungen, Anmerkungen) | Höchstplatzierung, Gesamtwochen, AuszeichnungChartplatzierungen (Jahr, Titel, Musiklabel, Platzierungen, Wochen, Auszeichnungen, Anmerkungen) | Höchstplatzierung, Gesamtwochen, AuszeichnungChartplatzierungen (Jahr, Titel, Musiklabel, Platzierungen, Wochen, Auszeichnungen, Anmerkungen) | Anmerkungen                        |
| Jahr | Titel Musiklabel        | DE | AT | CH | UK | Anmerkungen                        |
| ---- | ----------------------- | --- | --- | --- | --- | ---------------------------------- |
| 1997 | Sacrilege Spoon Records | — | — | — | UK100 (1 Wo.)UK | Erstveröffentlichung: 12. Mai 1997 |

## Singles

### Als Leadmusiker

Label von Spoon

| Jahr | Titel Album                                     | Höchstplatzierung, Gesamtwochen, AuszeichnungChartplatzierungen (Jahr, Titel, Album, Platzierungen, Wochen, Auszeichnungen, Anmerkungen) | Höchstplatzierung, Gesamtwochen, AuszeichnungChartplatzierungen (Jahr, Titel, Album, Platzierungen, Wochen, Auszeichnungen, Anmerkungen) | Höchstplatzierung, Gesamtwochen, AuszeichnungChartplatzierungen (Jahr, Titel, Album, Platzierungen, Wochen, Auszeichnungen, Anmerkungen) | Höchstplatzierung, Gesamtwochen, AuszeichnungChartplatzierungen (Jahr, Titel, Album, Platzierungen, Wochen, Auszeichnungen, Anmerkungen) | Anmerkungen                                                                                 |
| Jahr | Titel Album                                     | DE | AT | CH | UK | Anmerkungen                                                                                 |
| ---- | ----------------------------------------------- | --- | --- | --- | --- | ------------------------------------------------------------------------------------------- |
| 1970 | Soul Desert Soundtracks                         | — | — | — | — | Erstveröffentlichung: Mai 1970                                                              |
| 1970 | She Brings the Rain Soundtracks                 | — | — | — | — | Erstveröffentlichung: Mai 1970                                                              |
| 1971 | Turtles Have Short Legs Radio Waves             | — | — | — | — | Erstveröffentlichung: Mai 1971                                                              |
| 1971 | Halleluwah Tago Mago                            | — | — | — | — | Erstveröffentlichung: Mai 1971                                                              |
| 1971 | Spoon Ege Bamyasi                               | DE6 (16 Wo.)DE | — | — | — | Erstveröffentlichung: November 1971                                                         |
| 1972 | I’m So Green Ege Bamyasi                        | — | — | — | — | Erstveröffentlichung: September 1972                                                        |
| 1973 | Vitamin C Ege Bamyasi                           | — | — | — | — | Erstveröffentlichung: Januar 1973                                                           |
| 1973 | Moonshake Future Days                           | — | — | — | — | Erstveröffentlichung: August 1973                                                           |
| 1974 | Dizzy Dizzy Soon over Babaluma                  | — | — | — | — | Erstveröffentlichung: 15. November 1974                                                     |
| 1975 | Hunters and Collectors Landed                   | — | — | — | — | Erstveröffentlichung: September 1975                                                        |
| 1976 | I Want More Flow Motion                         | — | — | — | UK26 (10 Wo.)UK | Erstveröffentlichung: 23. Juli 1976                                                         |
| 1976 | Silent Night –                                  | — | — | — | — | Erstveröffentlichung: 19. November 1976 Original: Traditional – Stille Nacht, heilige Nacht |
| 1977 | Don’t Say No Saw Delight                        | — | — | — | — | Erstveröffentlichung: 4. März 1977                                                          |
| 1978 | Can-Can –                                       | — | — | — | — | Erstveröffentlichung: 26. Mai 1978                                                          |
| 1990 | Hoolah Hoolah Rite Time                         | — | — | — | — | Erstveröffentlichung: 6. August 1990                                                        |
| 2021 | Stuttgart 75 fünf (Live) Live in Stuttgart 1975 | — | — | — | — | Erstveröffentlichung: 12. Mai 2021                                                          |

grau schraffiert: keine Chartdaten aus diesem Jahr verfügbar

### Als Gastmusiker
| Jahr | Titel Album  | Anmerkungen                                  |
| ---- | ------------ | -------------------------------------------- |
| 1997 | … and More – | Erstveröffentlichung: 1997 WestBam meets Can |

## Videoalben
| Jahr | Titel Musiklabel  | Anmerkungen                         |
| ---- | ----------------- | ----------------------------------- |
| 2003 | Can Spoon Records | Erstveröffentlichung: November 2003 |

## Boxsets
| Jahr | Titel Musiklabel        | Anmerkungen                |
| ---- | ----------------------- | -------------------------- |
| 1999 | Can – Box Spoon Records | Erstveröffentlichung: 1999 |

## Promoveröffentlichungen
| Jahr | Titel Album                   | Anmerkungen                           |
| ---- | ----------------------------- | ------------------------------------- |
| 2002 | Seven Days Awake Out of Reach | Erstveröffentlichung: 15. August 2002 |

## Statistik

### Chartauswertung
|                     | DE    | AT    | CH    | UK    |
| ------------------- | ----- | ----- | ----- | ----- |
| Nummer-eins-Alben   | DE—DE | AT—AT | CH—CH | UK—UK |
| Top-10-Alben        | DE—DE | AT—AT | CH—CH | UK—UK |
| Alben in den Charts | DE7DE | AT1AT | CH—CH | UK4UK |

|                       | DE    | AT    | CH    | UK    |
| --------------------- | ----- | ----- | ----- | ----- |
| Nummer-eins-Singles   | DE—DE | AT—AT | CH—CH | UK—UK |
| Top-10-Singles        | DE1DE | AT—AT | CH—CH | UK—UK |
| Singles in den Charts | DE1DE | AT—AT | CH—CH | UK1UK |